# Brunstatt
Brunstatt (Brunscht in dialetto alsaziano) è un comune francese di 6 458 abitanti situato nel dipartimento dell'Alto Reno nella regione del Grand Est.

## Società

### Evoluzione demografica
Abitanti censiti